# Pruszków
Pruszków (česky Pruškov) je město v Polsku v Mazovském vojvodství ve stejnojmenném okrese. Leží při řece Utratě, 16 kilometrů jihozápadně od Varšavy. V roce 2024 byl s 65 655 obyvateli pátým nejlidnatějším městem vojvodství.

## Historie
První zmínka o vsi Pruszków pochází z roku 1456, kdy ji získal mazovský vévoda Januš I. Svjatoslav rodu Pierzchalů. Nejstarší částí dnešního města je však Żbików, v němž byla již v roce 1236 fara poznaňského biskupství.
V roce 1795, během třetího dělení Polska, se Pruszków stal součástí Pruska. V roce 1807 připadl nově vytvořenému vévodství Varšava a s ním v roce 1815 Polsku. V roce 1845 bylo město napojeno na železniční síť na trati Varšava–Vídeň, což vedlo k rozvoji ekonomiky, doprava byla rozhodující pro těžký průmysl. Roku 1889  byla založena slévárna železa.
Během 1. světové války se zde mezi 12. – 18. říjnem 1914 odehrála bitva mezi německými a ruskými vojsky. Němci byli přes počáteční úspěch později Rusy vytlačeni z města. Dělostřelba tehdy silně poškodila továrnu, dva kostely a železniční stanice. V srpnu 1915 připadl Pruszków bez boje Němcům. 9. listopadu 1916 získal městská práva a Żbików byl k němu přičleněn. 
Před invazí do Polska v roce 1939 žila v Pruszkówě početná židovská populace. V roce 1940 němečtí okupanti zbořili synagogu (po které se dochovaly jen základy mikve) a vytvořili židovské ghetto. Zlikvidovali je 31. ledna 1941, kdy všech jeho 1400–3000 obyvatel přesunuli do varšavského ghetta. Odtud většina obětí putovala do vyhlazovacího tábora Treblinka.
Během Varšavského povstání v roce 1944 vybudovali nacisté v Pruszkówě rozsáhlý tranzitní tábor (Durchgangslager). Od srpna do října toho roku jím prošlo asi 650 tisíc Poláků, přičemž asi 55 tisíc z nich bylo posláno do koncentračních táborů.

## Architektura a památky

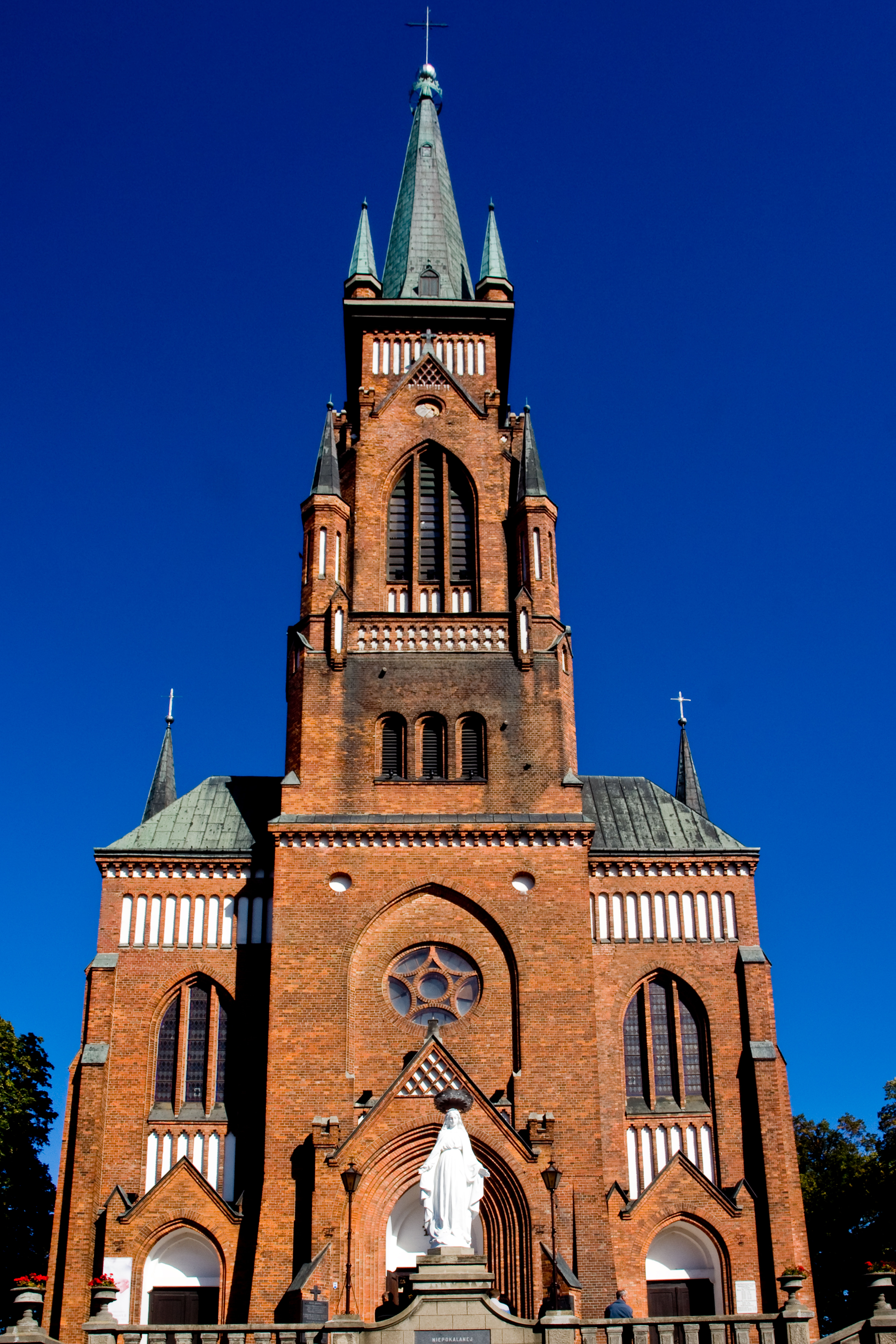
Kostel P. Marie ve Żbikowě

- Kostel sv. Kazimíra - novogotická cihlová bazilika z let 1903-1913, architekt Czesław Domaniewski, nejstarší římskokatolický kostel ve městě,
- Kostel Proměnění Páně  v místní části Tworky - římskokatolický, postaven v novorománském stylu v letech 1904-1906  ruskými obyvateli pro pravoslavnou církev při psychiatrické léčebně
- Kostel Neposkvrněného početí Panny Marie ve Żbikowě,  novogotická cihlová bazilika z let 1904-1910, architekt Henryk Julian Gay
- Kostel Matky Boží Ustavičné pomoci - bazilika postavená v historizujícím stylu v letech 1997-2006
- Palác Potulických s parkem  a letohrádkem - klasicistní městský palác
- Palác Sokola  - novorenesanční budova z roku 1867, kulturní dům s parkem  letním kinem
- Hoserova vila se zahradou
- Muzeum starožitností - v zahradním letohrádku Potulických
- Muzeum hutnictví mazovského vojvodství
- Durchgangslager - muzeum holocaustu v budově koncentračního tábora
- Muzeum Dulag 121 - budova, v níž od srpna do října 1944 žili účastníci varšavského povstání
- židovský hřbitov

## Osobnosti
- Jan Lechoń (1899–1956), polský básník, v letech 1911–1912 ve městě pobýval
- Leszek Cichy (* 1951), polský horolezec

## Galerie

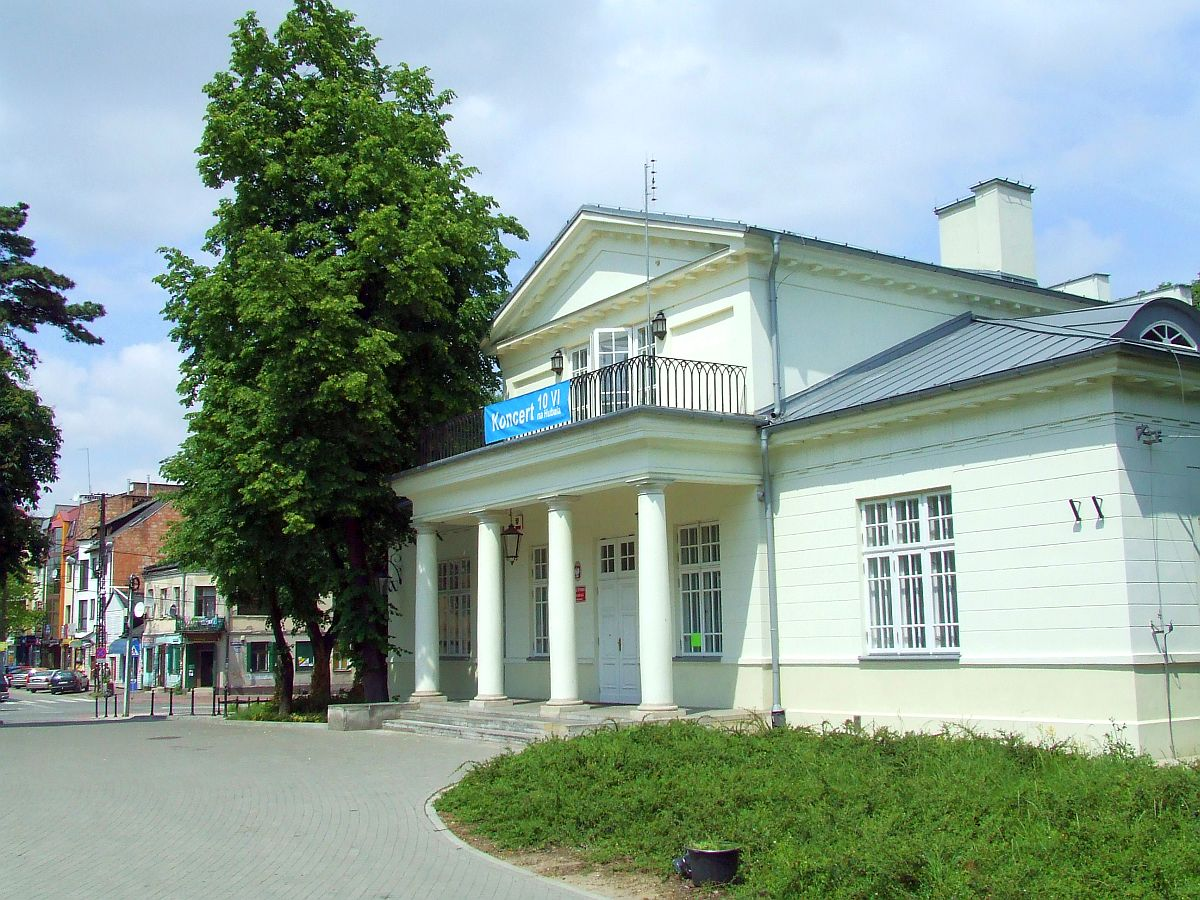
Palác Potulických
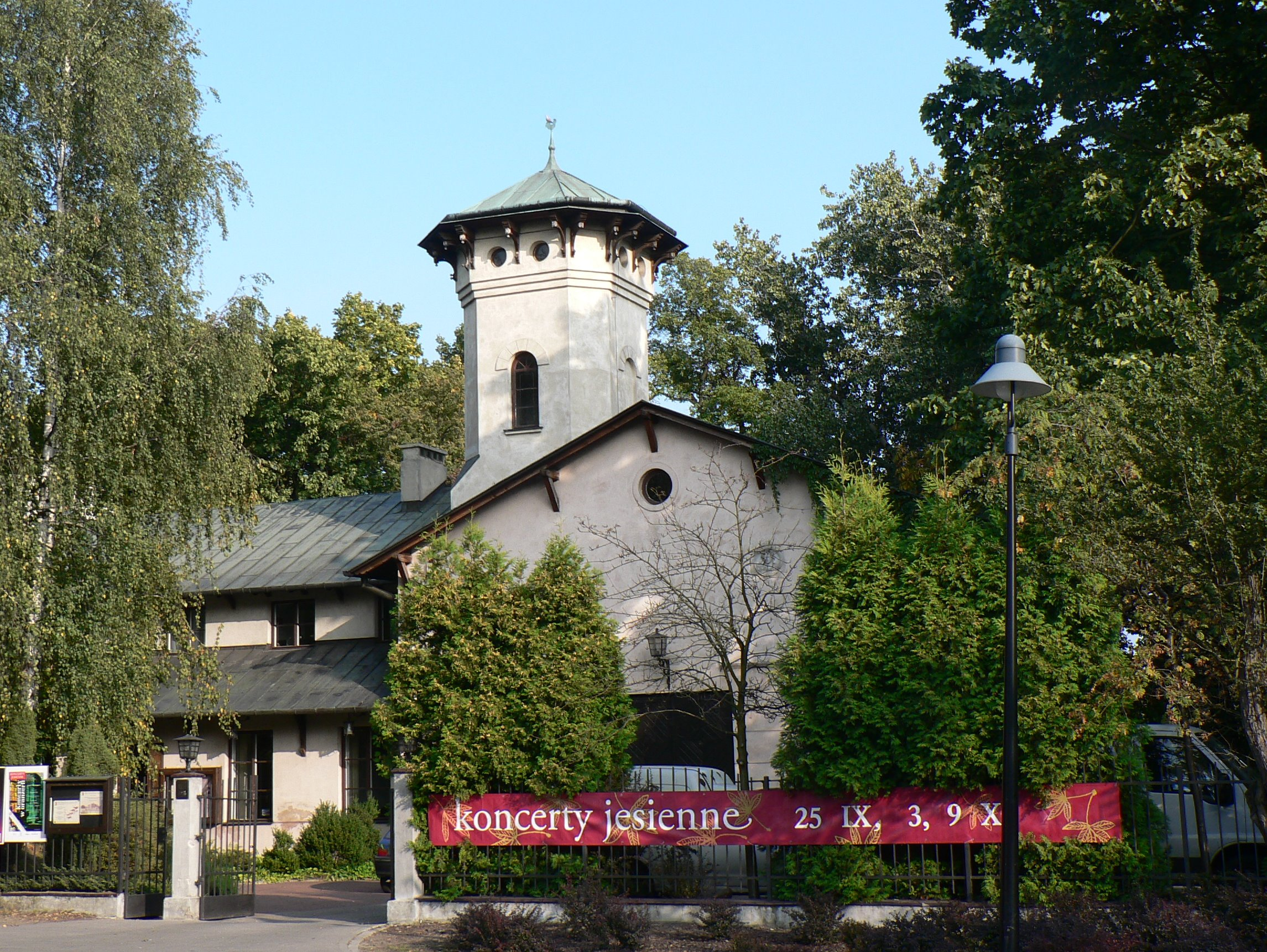
Muzeum hutnictví
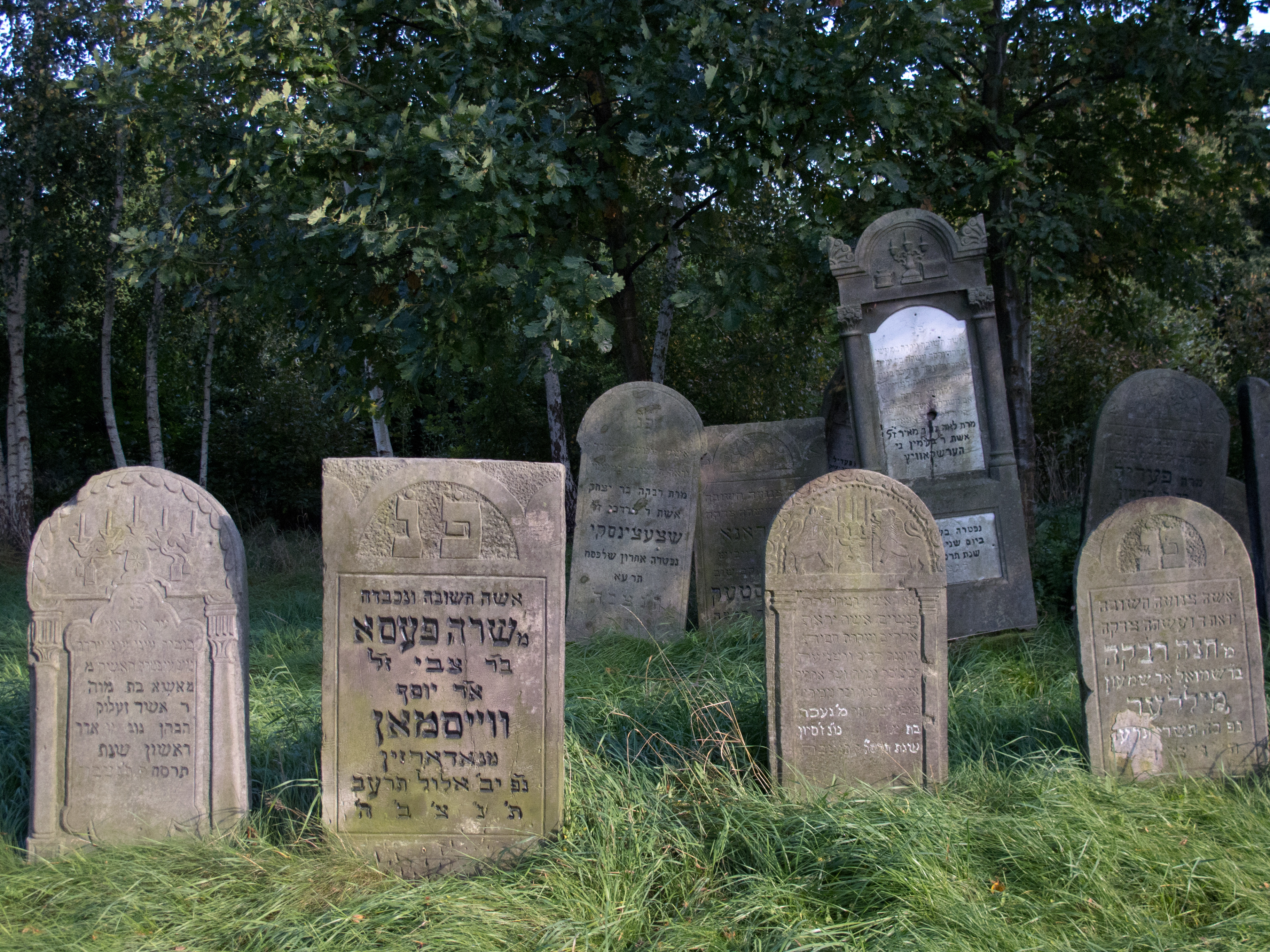
Židovský hřbitov